# Arnold Kaufmann
Pour les articles homonymes, voir Kaufmann.
Arnold Kaufmann (18 août 1911 – 15 juin 1994) est un ingénieur français, professeur de mécanique appliquée et de recherche opérationnelle à l'Ecole des mines de Paris ; il participa au développement et à la diffusion en France de la notion mathématique d'ensembles flous, et fut cofondateur de l'International Project Management Association.

## Carrière
Kaufmann a servi comme pilote durant la seconde Guerre mondiale, puis est devenu professeur de mécanique appliquée et de recherche opérationnelle à l'École nationale supérieure des mines de Paris ; à l'Institut polytechnique de Grenoble ; et à l'université de Louvain en Belgique. Il a également été conseiller scientifique pour le Groupe Bull.
Il est connu pour avoir écrit le premier ouvrage sur les ensembles flous et pour être le cofondateur de l'International Project Management Association (es),.

## IPMA
Dans les années 1960, il participe à des réunions avec l'Allemand Roland Gutsch, les Français Pierre Koch et Yves Eugène, le Néerlandais  Dick Vullinghs, ce qui aboutit à la fondation de l'International Project Management Association. Pour désigner l'association, Kaufmann suggère INTERNET pour INTERnational NETwork. Après le congrès de l'association tenu à Vienne en 1967, INTERNET devint le nom officiel de l'association en son congrès biennal .

## Œuvres choisies
- (en coll. avec André Le Garff) Les jeux d'entreprises, Presses universitaires de France , (1960)
- (en coll. avec R. Cruon) Les phénomènes d'attente, éd. Dunod (1961)
- (en coll. avec Jean Cathelin) Le Gaspillage de la liberté, éd. Dunod (1964)
- (en coll. avec R. Cruon) . La programmation dynamique: gestion scientifique séquentielle. Dunod, 1965.
- Kaufmann, Arnold, Introduction à la combinatorique en vue des applications. Préf. de Claude Berge. 1968
- Kaufmann, Arnold. Confiance technique : théorie mathématique de la fiabilité.  Dunod, 1969
- Kaufmann, Arnold & Jacques Pezé. Des Sous-hommes et des super-machines. Paris : A. Michel , 1970.
- Kaufmann, Arnold. Introduction to the theory of fuzzy subsets. Vol. 2. Academic Pr, 1975.
- Kaufmann, Arnold. "Introduction à la théorie des sous-ensembles flous à l'usage des ingénieurs. Tome III, Applications à la classification et à la reconnaissance des formes, aux automates et aux systèmes, aux choix des critères." (1975).
- Kaufmann, Arnold & Robert Faure. Invitation à la recherche opérationnelle. Dunod Entreprise , Méthodes et Techniques de Gestion, 1982.
- Les Expertons, traitement informatique de la connaissance, éd. Hermès (1987)
- Kaufmann, Arnold, & Madan M. Gupta. Fuzzy mathematical models in engineering and management science. Elsevier Science Inc., 1988.

## Hommage
- Pour saluer la mémoire du Professeur Arnold Kaufmann (1911-1994)